# NGC 2593
NGC 2593 é uma galáxia espiral (S0-a) localizada na direcção da constelação de Cancer. Possui uma declinação de +17° 22' 28" e uma ascensão recta de 8 horas, 26 minutos e 47,8 segundos.
A galáxia NGC 2593 foi descoberta em 26 de Janeiro de 1865 por Albert Marth.